# PMP22
PMP22 (англ. Peripheral myelin protein 22) – білок, який кодується однойменним геном, розташованим у людей на короткому плечі 17-ї хромосоми. Довжина поліпептидного ланцюга білка становить 160 амінокислот, а молекулярна маса — 17 891.
| 10         |  | 20         |  | 30         |  | 40         |  | 50         |
| ---------- |  | ---------- |  | ---------- |  | ---------- |  | ---------- |
| MLLLLLSIIV |  | LHVAVLVLLF |  | VSTIVSQWIV |  | GNGHATDLWQ |  | NCSTSSSGNV |
| HHCFSSSPNE |  | WLQSVQATMI |  | LSIIFSILSL |  | FLFFCQLFTL |  | TKGGRFYITG |
| IFQILAGLCV |  | MSAAAIYTVR |  | HPEWHLNSDY |  | SYGFAYILAW |  | VAFPLALLSG |
| VIYVILRKRE |  |            |  |            |  |            |  |            |

A: Аланін

C: Цистеїн

D: Аспарагінова кислота

E: Глутамінова кислота

F: Фенілаланін

G: Гліцин

H: Гістидин

I: Ізолейцин

K: Лізин

L: Лейцин

M: Метіонін

N: Аспарагін

P: Пролін

Q: Глутамін

R: Аргінін

S: Серин

T: Треонін

V: Валін

W: Триптофан

Локалізований у клітинній мембрані, мембрані.